# Umeå brandförsvar

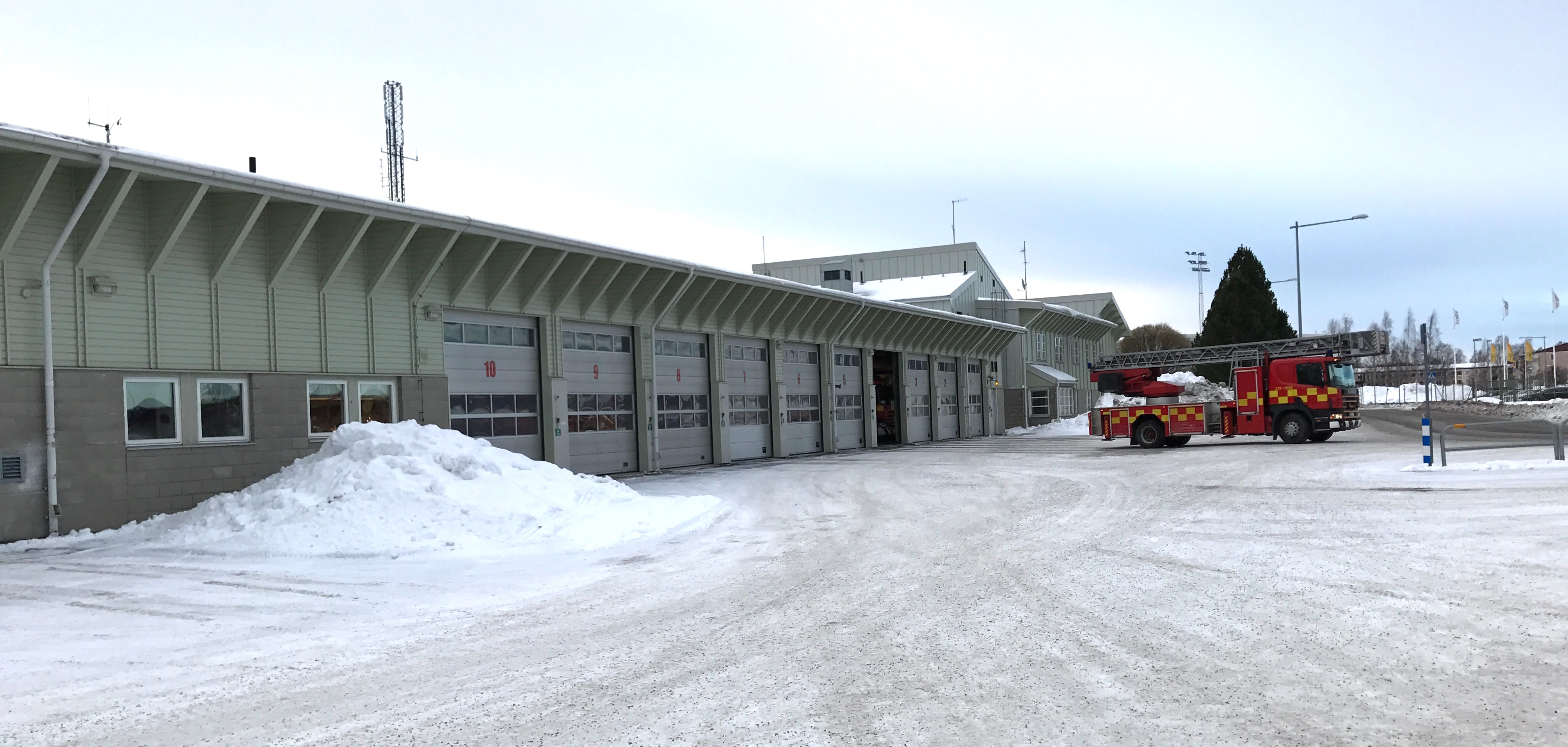
Umeå brandstation på Signalvägen i Umeå.

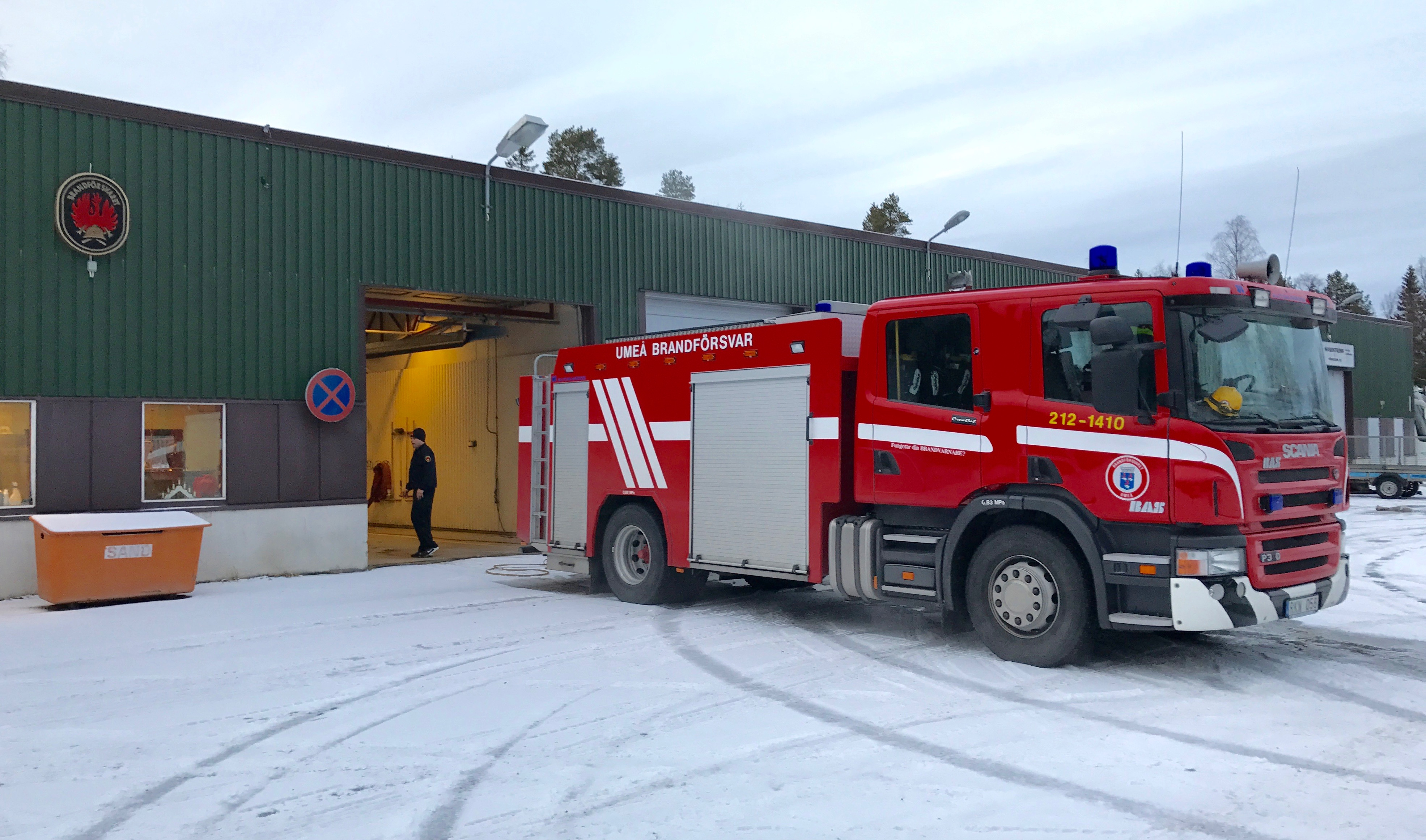
Brandbil vid Hörnefors brandstation.

Umeås brandförsvar är organisatoriskt placerat i Umeå kommuns Samhällsbyggnadskontor, avdelningen för Brandförsvar & Säkerhet. För att uppfylla kravet i Lagen om skydd mot olyckor om att "insatser ska påbörjas inom godtagbar tid", finns utöver en dygnet runt-bemannad brandstation i Umeå även fem deltidsbrandkårer, placerade i tätorterna Holmsund, Sävar, Hörnefors, Botsmark och Tavelsjö. Dessutom finns brandvärn på öarna Norrbyskär och Holmön. På så sätt ska merparten av kommunens hushåll kunna nås av insatser inom tio minuter.
Från Umeå brandstation sker i genomsnitt ungefär tre utryckningar varje dag, drygt niohundra per år, varav ungefär en tredjedel är automatlarm utan tillbud, en tredjedel bränder och närmare hundratalet trafikolyckor. Ett 50-tal brandmän arbetar i fyrskift, med en brandmästare per skiftlag. Utöver brandmästaren är varje utryckningsfordon bemannat med en förare, två rökdykare och en rökdykarledare, medan en ur gruppen stannar kvar på stationen för så kallad soltjänst, med samordningsuppgifter.
För Umeå hamn i Holmsund – där det bland annat finns oljedepåer – finns stationär brandskyddsutrustning och en särskild handlingsplan. Den 21 december 2023 eldhärjades Holmsunds brandstation och såväl byggnaden som brandbilar totalförstördes.
Utöver det ordinarie brandförsvaret har flygplatsen Umeå Airport två egna brandbilar, specialbyggda för att kunna släcka brand i vätskor och utrustade med vattenkanoner som har en räckvidd på över 80 meter.

## Historik

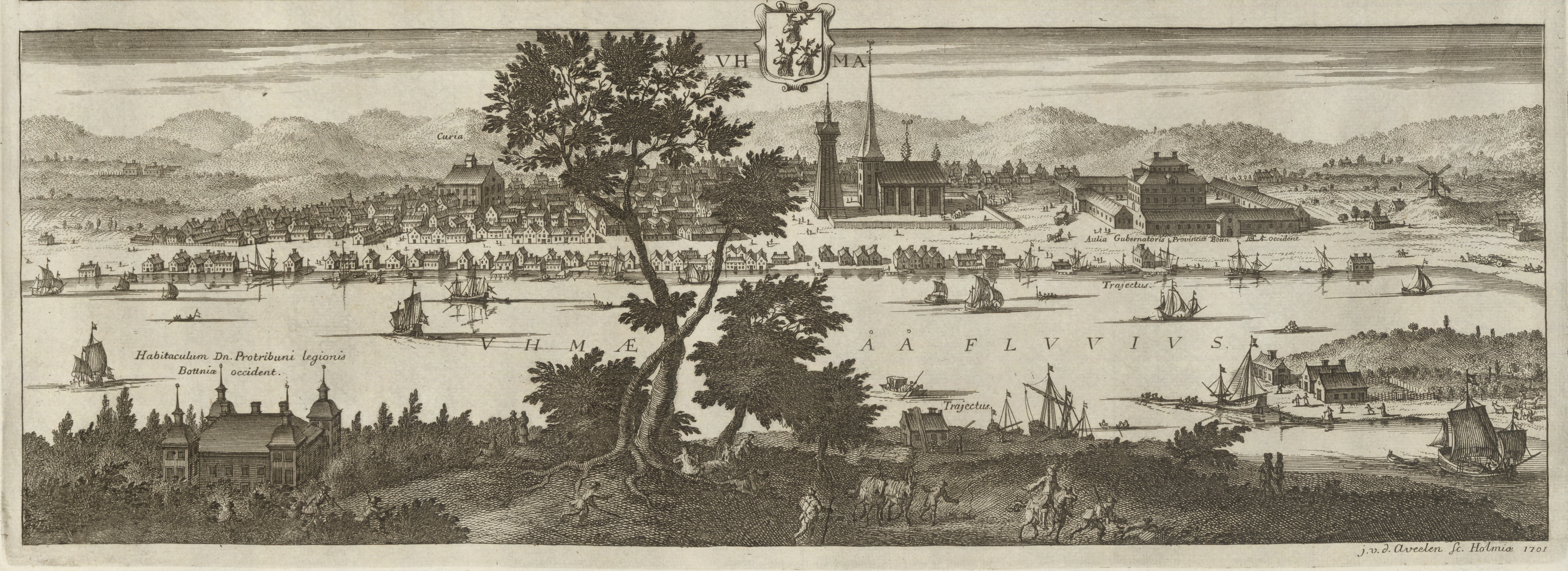
Umeå omkring år 1700. Ur Suecia antiqua et hodierna och därmed troligen inte helt tillförlitlig.

I boken Umeå stads historia 1588–1888 skriver Birger Steckzén att Umeås borgerskap 1731 "beslöt modernisera eldsläckningsväsendet genorm påbudet att varje husägare skulle vara försedd med en god stege och hava en balja med vatten stående vid var skorstenspipa på taket". Brandrisken var nämligen stor och bränder vanliga:
"Byggnadssättet med trånga gator och husen inpå varandra, primitiva spisar och dåliga murgångar, med en skur av gnistor på det nävertäckta taket erbjöd stora risker för eldsvåda, och underlättade, när sådan inträffade, eldens framfart".

### Tre gånger nedbränd av ryssar
Oron besannades i det tidiga 1700-talets krig mot Ryssland (Stora nordiska kriget, Stora ofreden), då staden brändes till grunden först 1714, därefter 1720 och slutligen året därpå, när även de nyss uppförda nödbostäder som hyste stadens drygt 200 invånare brändes ned. Staden återuppbyggdes dock enligt de gamla stadsplanerna, och blev än mer trång i takt med att befolkningen vid mitten av seklet växt till drygt 700 personer.

### Brandvakter
Det senare 1700-talets brandförsvar utgjordes av brandvakter, som stadens borgerskap var skyldiga att tillhandahålla mellan tio på kvällen och fyra på morgonen. Brandmästare Callmeijers undersökning 1759 visade dock att det vid regn eller kyla ofta fuskades med vaktandet. Tidens brandredskap var enkla brandsprutor av trä, vattenämbar av säckväv och svabbar av tjärtåg, som inte alltid hölls i användbart skick.
En första brandordning infördes 1792, efter förebild från Härnösand. En branddirektion inrättades för att handha en brandkassa, som fylldes på med avgifter per eldstad, och en brandmästare tillsattes för att leda släckningsarbeten. Brandvaktsplikten avskaffades och istället anställdes fyra ordinarie brandvakter.

### Brandfarlig industri
På grund av sin brandfarlighet flyttades åren 1792–1797 de tre stora skeppsvarven – Öhmanska varvet, Oscarsvarvet och Scharinska varvet – från lägen nedströms stadskyrkan till Tegssidan av Umeälven. Tjärhovet behölls dock på norra sidan vid nuvarande Broparken ända till 1877, då även det av brandsäkerhetsskäl flyttades nära varven och färjestället på Teg, där även Västerbottens Ångbryggeri etablerats (Färjställsvägen och Tjärhovsgatan är minnen från den tiden). År 1840 beslöt Umeå sockenstämma att inköpa en första brandspruta, som 1854 följdes av två brandsprutor på Teg.

### Stadsbranden 1888

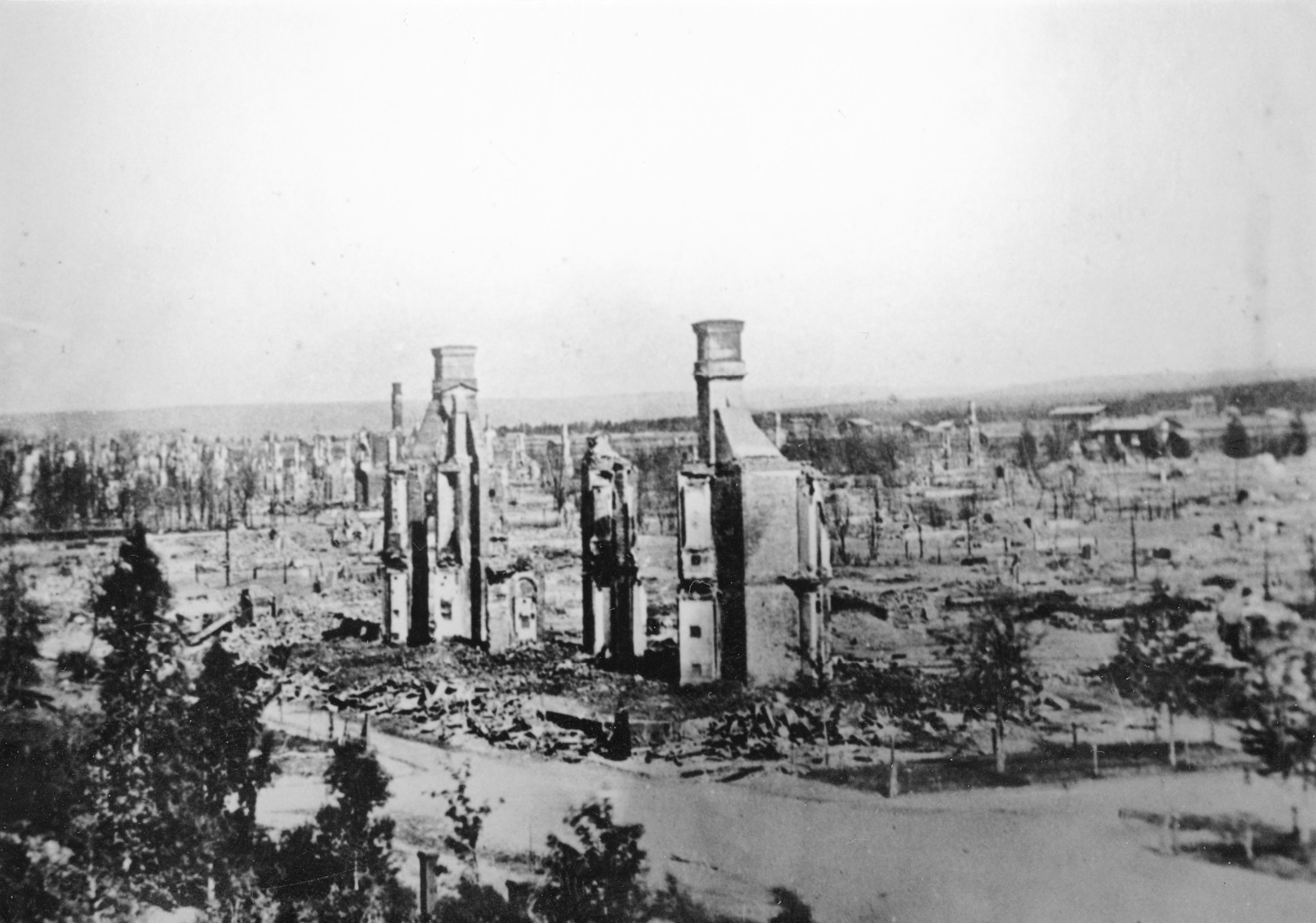
Umeå efter stadsbranden 1888.

Kvar i staden, nära Renmarksbäcken, fanns dock fortfarande Umeå bryggeri, i vars huvudbyggnad den förödande stadsbranden startade 25 juni 1888. Ingen människa omkom i branden, men 2 500 av stadens 3 000 invånare blev hemlösa. 
Umeå stads brandförsvar baserades 1888 ännu på samma idé som värnplikten; alla män i normal fysisk kondition mellan 18 och 54 år ingick i stadens brandstyrka. Denna var indelad i fyra avdelningar: en släckningsavdelning med 467 personer, en vattenhämtningsavdelning (81 personer), en rivningsavdelning (16 personer) samt en bärgningsavdelning med 57 personer. Dessutom kunde kontingenter från stadens två regementen, K 4 och I 20, biträda vid släckning.

### Ny stadsplan gav lägre försäkringspremier
Redan år 1864 hade Kungl. Maj:t fastställt en regleringsplan som krävde större kvarter och bredare gator och torg, men de kostsamma rivningar som behövdes hade inte genomförts i stadskärnan, där det alltjämt var tätt mellan trähusen. Dessutom var vattenförsörjningen allmänt dålig – och när elden spred sig längs handelsbodarna vid älven avskars stadens enda ångspruta från sin vattentillförsel.
Det tog några år – och brandstodsbolagens hot om höjda försäkringspremier om det inte byggdes vattenledningar – efter stadsbranden 1888 innan brandförsvaret inriktades än mer på förebyggande arbete. 
Den nya stadsplanen, med bredare gator kantade av tusentals björkar, gjorde sitt. Den kompletterades med regler om våningshöjd, utrymningsvägar, skorstensisolering och brandväggar, liksom krav på att spisar regelbundet skulle kontrolleras av sotare.

### Brandstationen vid Rådhusparken (1892–1917)

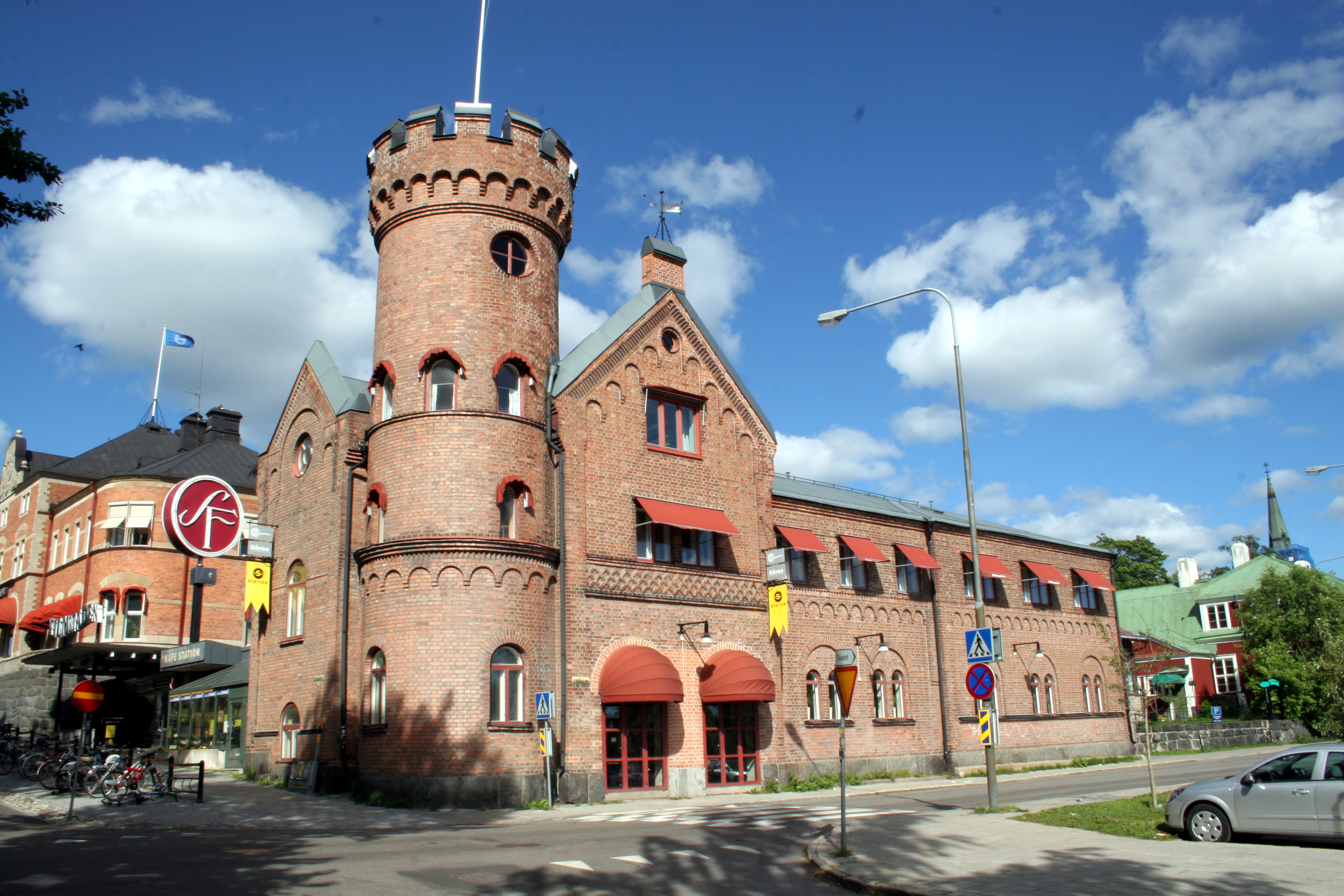
I elverkets torn torkades brandslangar. 2005.

1892 uppfördes vid Rådhusparken närmast Umeälven Umeås första elverk, som försågs med ett högt krenelerat hörntorn, där frivilliga brandkåren – som bildats 1896 efter initiativ av ett tjugotal privatpersoner –  kunde hänga våta slangar på tork. I huset rymdes även brandsprutor, vagnar och annan utrustning. 1899 nådde de nya vattenledningarna från Tavlesjön (Nydalasjön) centrala staden.

#### "Naeslundska branden" 1911

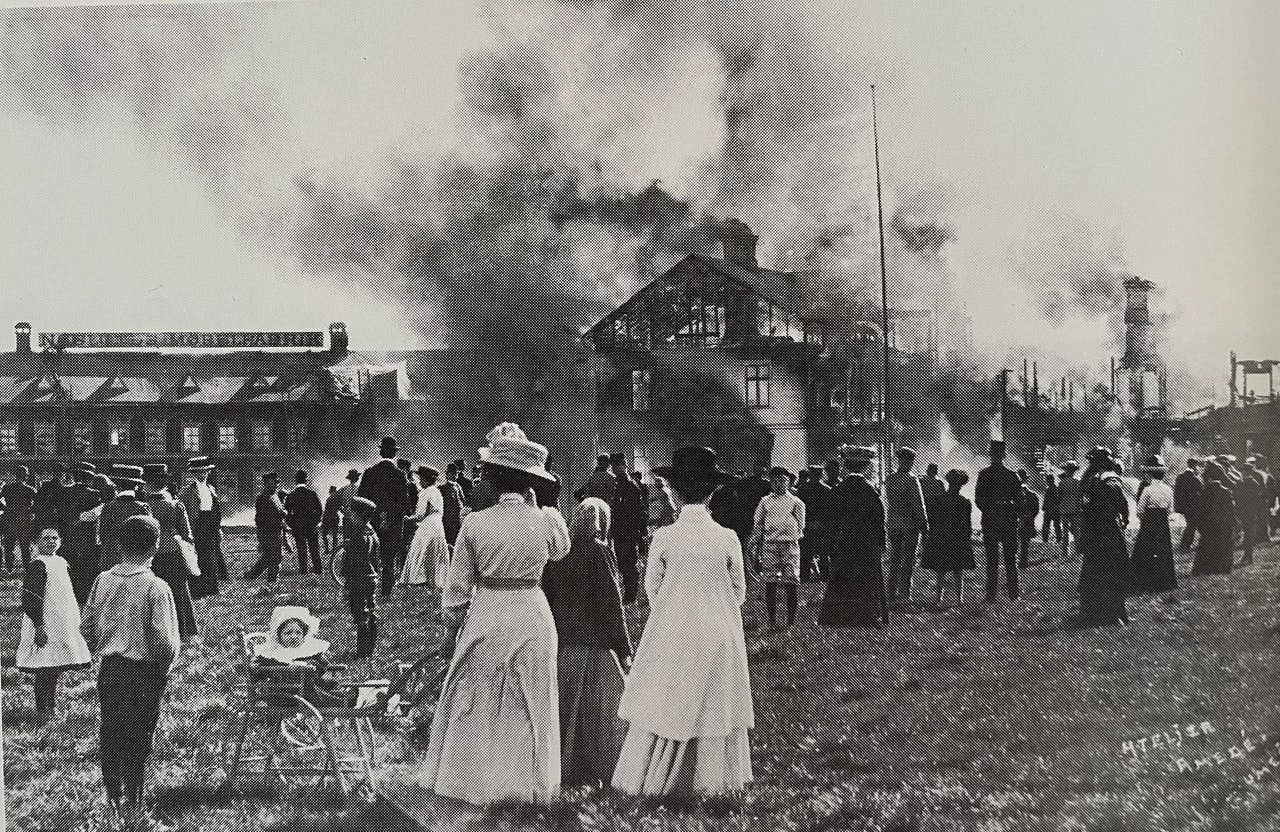
Umebor bevittnar den Naeslundska branden i maj 1911.

Ett första "eldprov" för de nya björkalléerna kom i maj 1911, då Naeslundska möbelfabriken, i kvarteret Fabriken mellan Götgatan och Rådhusesplanaden, fattade eld. Fabriken och 15 boningshus brann ner till grunden, ett 30-tal familjer förlorade sina hem. Vattentrycket från verket vid Tavelsjön räckte inte till, men björkarna hindrade branden från att sprida sig vidare och orsaka en ny stadsbrand. Nu kunde branden släckas vid Moritzska gårdens uthus; det som några år senare byggdes om till brandstation.

#### Teaterhusbranden 1913

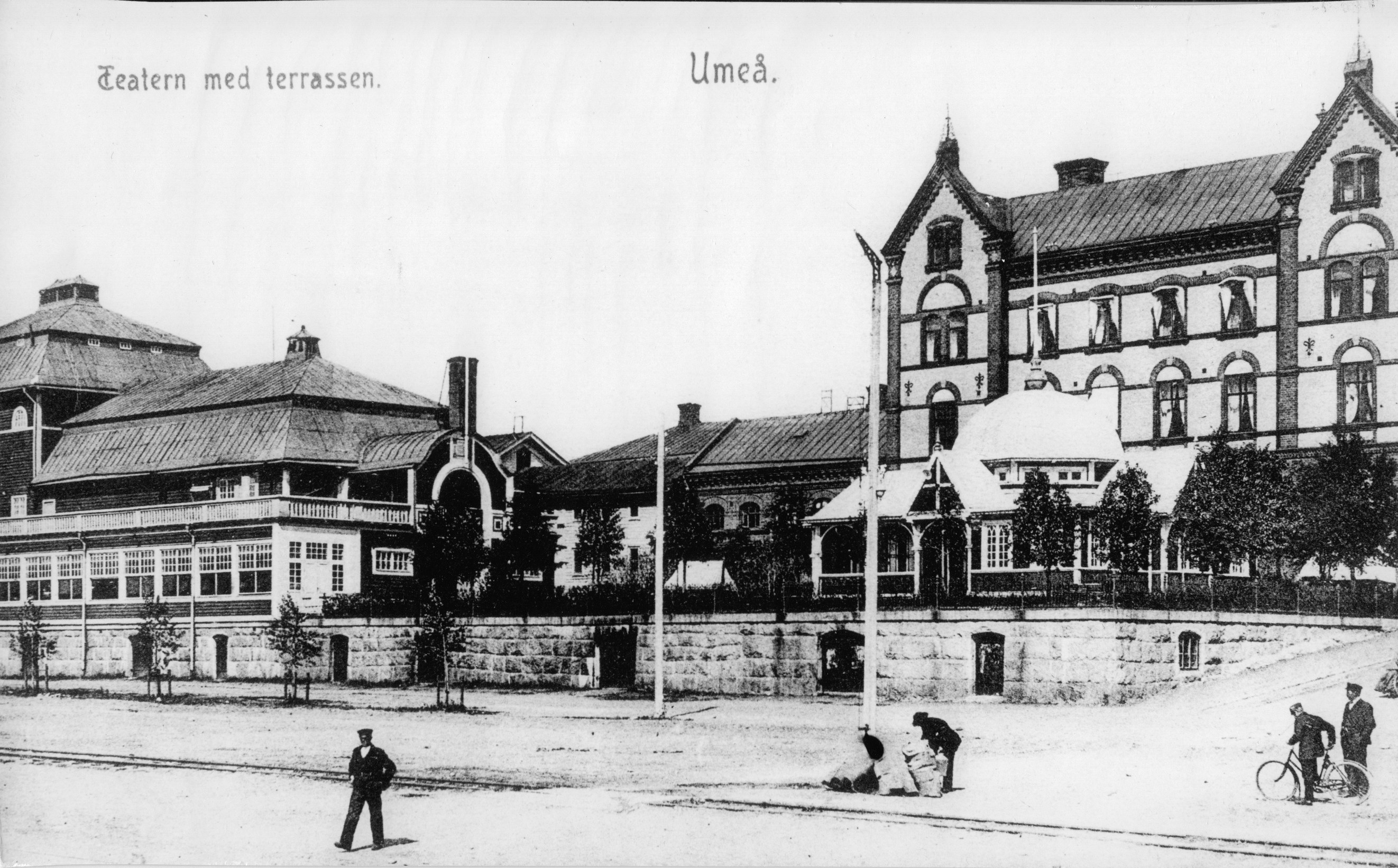
Teaterhuset (till vänster) före branden.

Naeslundska branden kom att påskynda arbetet med att öka tillgången till vatten. En ny vattentäkt, Kullaverket, anlades vid Piparbölesjön. Varken vattenledningar eller närheten mellan kår och brand – några hundra meter tvärs över Rådhusparken – kunde dock rädda det nya teaterhuset (ritat av Ragnar Östberg och invigt 1907), som totalförstördes 13 januari 1913 sedan en brand startat i ett intilliggande gårdshus.

### Brandstationen vid Rådhusesplanaden (1917–1938)

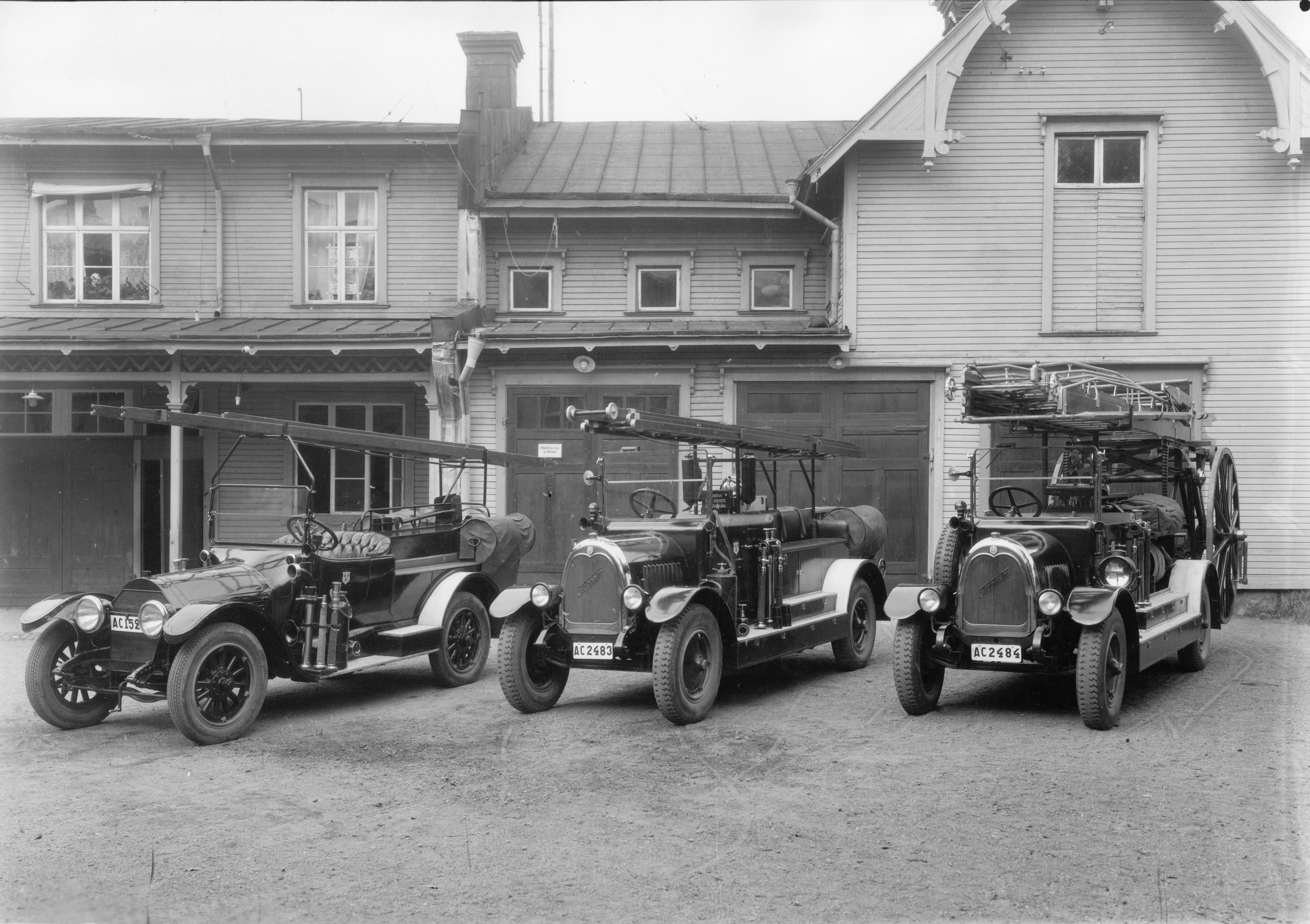
Umeås första brandbilar, sent 1920-tal.

År 1916 beslutade stadsfullmäktige att brandväsendet från år 1917 skulle bygga på en fast kår med av staden anställd brandpersonal; två brandsoldater och tre kuskar ledda av en brandchef tillika poliskommissarie. Anställningarna erbjöds i första hand till medlemmarna i den frivilliga brandkåren, som därefter upplöstes. 
För den nya brandkårens behov flyttades brandstationen 1917 till ett uthus vid Moritzka gården (som vid den tiden låg i kvarteret Idun vid Rådhusesplanaden), som fungerade som bostad för kuskarna och stall för tre–fyra hästar.
Enligt brandchefens rapport för åren 1917–1922 alarmerades brandstyrkan sammanlagt 169 gånger under perioden, vanligtvis per telefon (100 gånger) men 56 gånger från brandskåp, utplacerade runt om i staden. Under perioden inskaffades två motorsprutor, en sjuktransportvagn och 1925 en första brandbil.

#### Edgrenska branden 1920

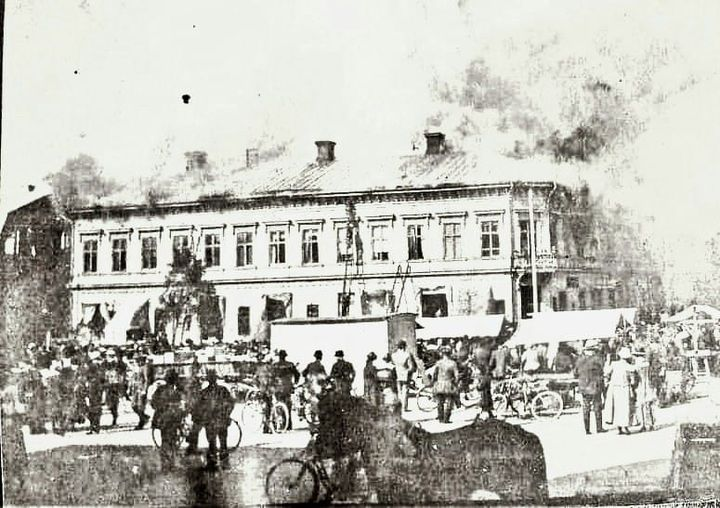
Branden i Edgrenska huset i Umeå, 1920.

Den Edgrenska affärsfastighetens brand 20 maj 1920 föranledde de första stora, bildsatta brandreportagen i ortens tidningar. Det stora tvåvåningshuset vid Rådhusesplanaden – som bland annat innehöll skrädderi, blomsteraffär, kafé och raksalong där dagens Saedenshus ligger – kunde inte räddas, men brandstyrkan (som huserade tvärs över gatan) hindrade branden från att sprida sig vidare.

#### 1927 års bränder och konsekvenser
I januari detta år klarade sig biografen Röda Kvarn på Kungsgatan 58 med ett nödrop när fastighetens andra hus brann ned till grunden. Brand- och rökskadorna i intilliggande affärslokaler blev dock stora. Än större blev kostnaderna efter branden i en magasinslokal på Västra Strandgatan några månader senare.
Händelserna föranledde en upprustning av brandförsvaret. År 1928 såldes kårens sista hästar och två nya brandbilar – den ena med en 1 200 minutliters pump, den andra med en 18 meters stege – köptes in från Tidaholms bruk, och brandkåren utökades med tre ordinarie brandmän. Den ambulans landstinget fått i gåva av Röda korset placerades 1929 vid brandstationen. Ytterligare upprustning kom 1934, då kårens mekaniker själva byggde två nya brandbilar och ännu en ambulans, samtliga på Volvo-chassin. Dessutom inhandlades en andra bogserbar motorspruta. Slangförrådet var vid utgången av 1936 hela 3 000 meter.

### Brandstationen på Vasagatan (1938–1980)

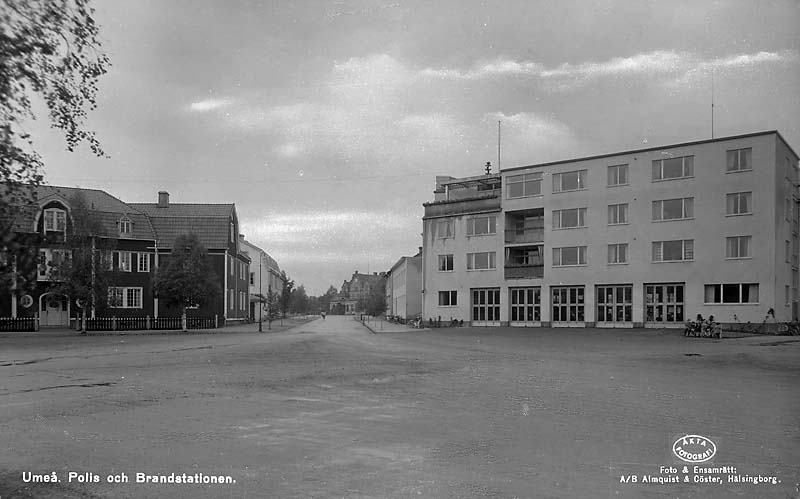
Brandstationen på Vasagatan 22.

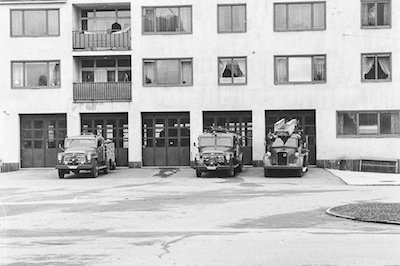
Brandbilar framför stationen.

En större, kombinerad polis- och brandstation, ritad av arkitektkontoret Wejke & Ödéen i funktionalistisk stil, stod hösten 1938 klar i Vasagatans norra ände – även det mycket centralt i staden. I brandstationen inrymdes – förutom stora garage för brandbilarna, som kunde nås via brandstänger från våningarna ovanför – moderna bostäder för brandchef, vice brandchef, brandmästare, 9 yrkesbrandmän samt 8 borgarbrandmän (vilka huvudsakligen tjänstgjorde nattetid).
För att täcka kostnader för utrustning och bemanning slöts 1937 avtal om eldsläckningshjälp med Sävar kommun, och 1956 bildade Umeå stad och  landskommunen ett gemensamt brandförsvarsområde. Ett område om hela 106 400 hektar, vars yttergräns låg 45 kilometer från Umeås brandstation, och med närmare 39 000 invånare. 
År 1943 fick brandkåren ansvar för utbildning av vapenfria värnpliktiga; under resten av krigsåren utbildades 46 sådana för Umeå och Skellefteå brandkårer.
År 1952 övergick ansvaret för ambulanstjänsten till landstinget, men ett brett uppdrag – där brandförsvaret kunde uppbådas för bland annat drunkningstillbud, oljeutsläpp och översvämningar – fastställdes 1974 när brandkåren fick ansvar för den kommunala räddningstjänsten.
Vid 1972 års kartläggning av brandkåren uppgick utryckningsstyrkorna sammanlagt till 9 heltidsanställda – samtliga vid huvudstationen – och 46 deltidsanställda, totalt 55 personer.

#### Brandstation blev operahus 1984

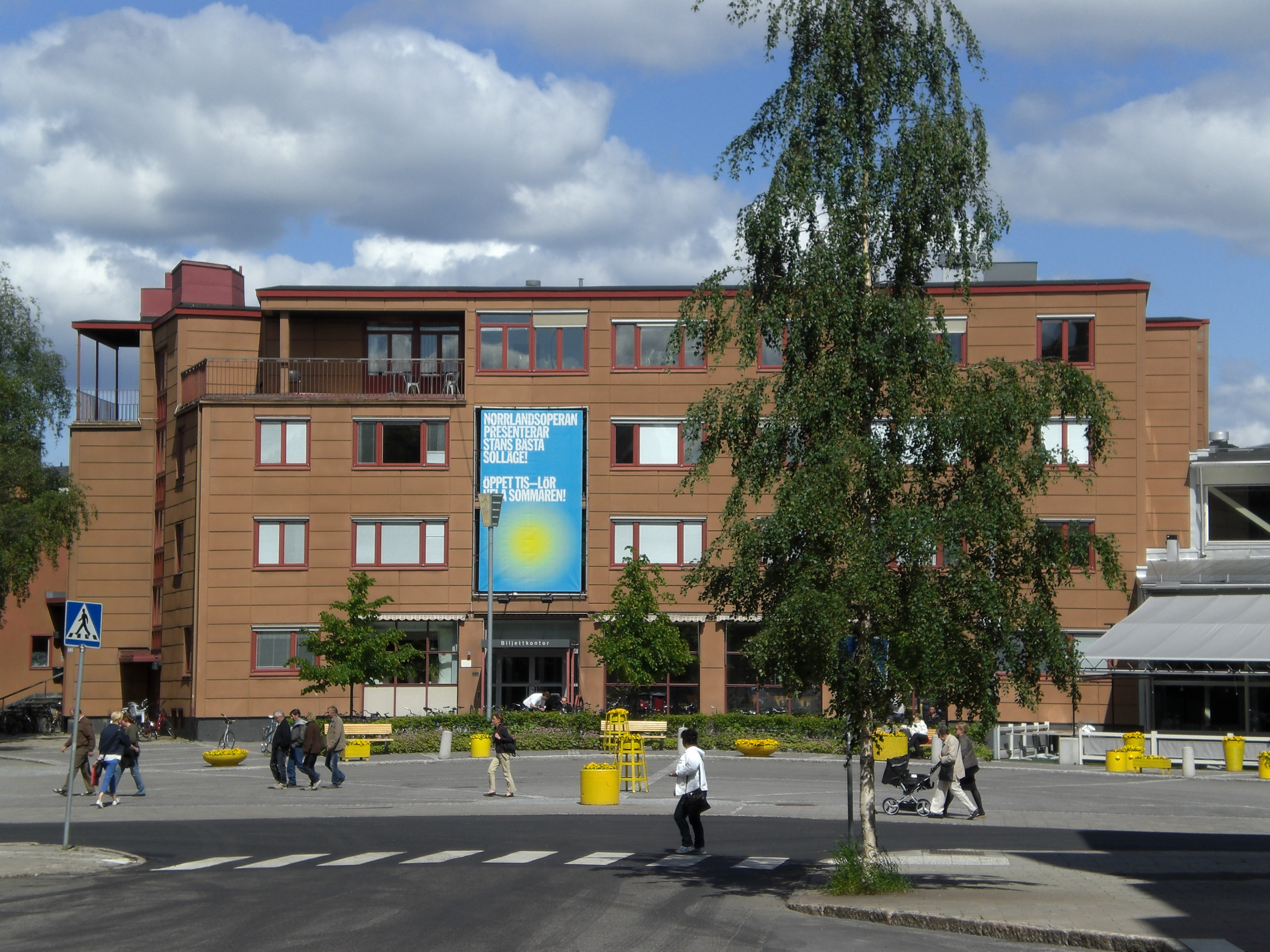
Norrlandsoperan har tagit över den gamla brandstationen vid det som nu heter Operaplan, juni 2009.

Sedan brandkåren flyttat ut 1980 togs lokalerna så småningom över av Norrlandsoperan, som 1984 flyttade in i ett ombyggt hus med flera scener, verkstad och repetitionslokaler. Byggnaden sedan dess byggts till flera gånger, med större teatersalong och konsertsal, och "brandstationen" inrymmer sedan dess främst kontors- och repetitionslokaler.

### Brandstationen på Signalvägen (1980– )
Med innerstadens förtätning och ökande trafik blev läget mitt i Umeå centrum mer problematiskt. Våren 1980 invigdes Umeås nya brandstation på Signalvägen vid Nolia-området, mycket nära Umeås geografiska mittpunkt, med utfarter mot Vännäsvägen (riksväg 92/E12) och Vindelnvägen (länsväg 363) i väster, samt dåvarande E4 (numera länsväg AC 503/E12) som sträcker sig i nord-sydlig riktning genom Umeå.
Den 21 februari 2024 kollapsade taket till vagnhallen, men varken personal eller fordon kom till skada.

#### Branden i Backens kyrka 1986
Backens kyrka har brunnit flera gånger, senast 1986 då kyrkan brann ner så att bara ytterväggarna och valven återstod. Efter restaurering kunde kyrkan återinvigas 1990.

#### Branden på Geografigränd julen 2008

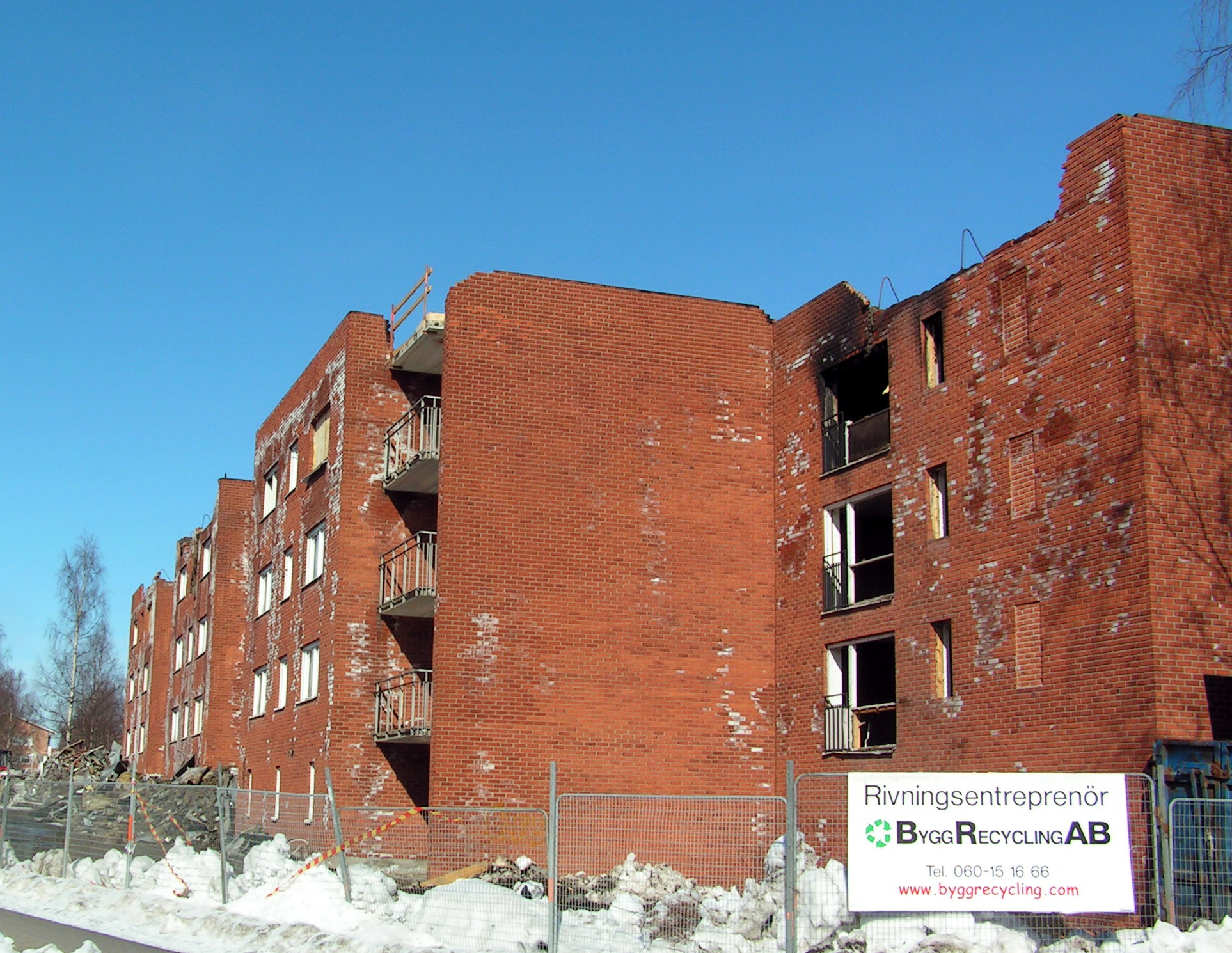
Eldhärjade hus på Geografigränd, april 2009.

En lägenhetsbrand på Geografigränd på Ålidhem på eftermiddagen 24 december 2008 – orsakad av en kastrull med olja som fattat eld – ledde till en av de största räddningsinsatserna i stadens historia. Denna första brand kunde snabbt släckas av brandförsvaret, som lämnade platsen. Tre kvart efter midnatt larmades dock brandkåren igen, då det brann kraftigt på vinden i den ena grannhuset, och snart också i det andra. På grund av otillräckliga resurser inriktade sig insats på att förhindra brandspridning till underliggande lägenheter, men det lyckades inte, då branden spreds via fasader som visade sig innehålla brännbart material. När Räddningstjänsten avslutades klockan 11 den 26 december var sju lägenheter helt utbrända och övriga – totalt 71 lägenheter – brand- eller rökskadade.
Samtliga hemmavarande boende – vilka var färre än vanligt på grund av att studenter rest iväg under jullovet – kunde evakueras utan att någon människa kom till skada. Drygt 200 personer blev tillfälligt hemlösa; skadorna beräknades till cirka 300 miljoner kronor. Det som var kvar av de brandskadade husen revs och istället har nya hus uppförts, med totalt 137 lägenheter.

I kommunens fördjupade olycksundersökning konstateras att räddningsledningen på plats inledningsvis var både underbemannad och bristfällig, men också att byggnadernas konstruktion inte motsvarade förväntningarna:
"Bidragande orsaker till brandspridningen var att vinden på byggnaden helt saknade avskiljningar, isoleringen på vinden bestod av spån och att ytterväggarna var utförda i brännbart material med en luftspalt som saknade avskärning i bjälklagen."

#### Branden vid Ringstrandska villan 2017
Den 2 januari 2017 började det brinna i ett gårdshus vid Ringstrandska villan. Branden spreds vidare till Vattenfalls intilliggande kontorsbyggnad, och hotade annan trähusbebyggelse i närheten, men efter en massiv insats – med stöd av brandkårer från Holmsund, Sävar, Vännäs kommun och Nordmalings kommun – kunde elden begränsas. Gårdshuset och kontorshuset skadades svårt, men ingen person kom till skada och såväl villan som övriga fastigheter klarade sig.

## Framtid
Umeå har under lång tid haft en befolkningstillväxt om cirka 1 000 personer per år, vilket bland annat medfört att flera nya bostadsområden byggts i norr (Ersboda, Mariestrand) och sydöst (Tomtebo, Tavleliden) – allt längre bort från nuvarande brandstation. En kommunal vision är att Umeå – som 2015 passerade 120 000 invånare – år 2050 ska ha drygt 200 000 invånare. För att brandförsvaret även i framtiden ska kunna påbörja räddningsinsatser inom tio minuter i hela stadsområdet påbörjades redan i början av 2000-talet planering för en ny eller kompletterande brandstation.
Några alternativa placeringar som förslagits är Dåva vid E4 Östra Ersboda, Marieberg vid E4/Kolbäcksvägen, Kolbäcksvägen vid korsningen Kolbäcksvägen/Tomtebovägen, Umåker vid planerad ringled och Albra vid flygplatsen.

## Mer läsning
- Burgman, Fredrik (1967). Umeå stads brandkår 1917–1967.. Umeå: Brandkåren. Libris 1244241